# Bạch cầu hạt trung tính

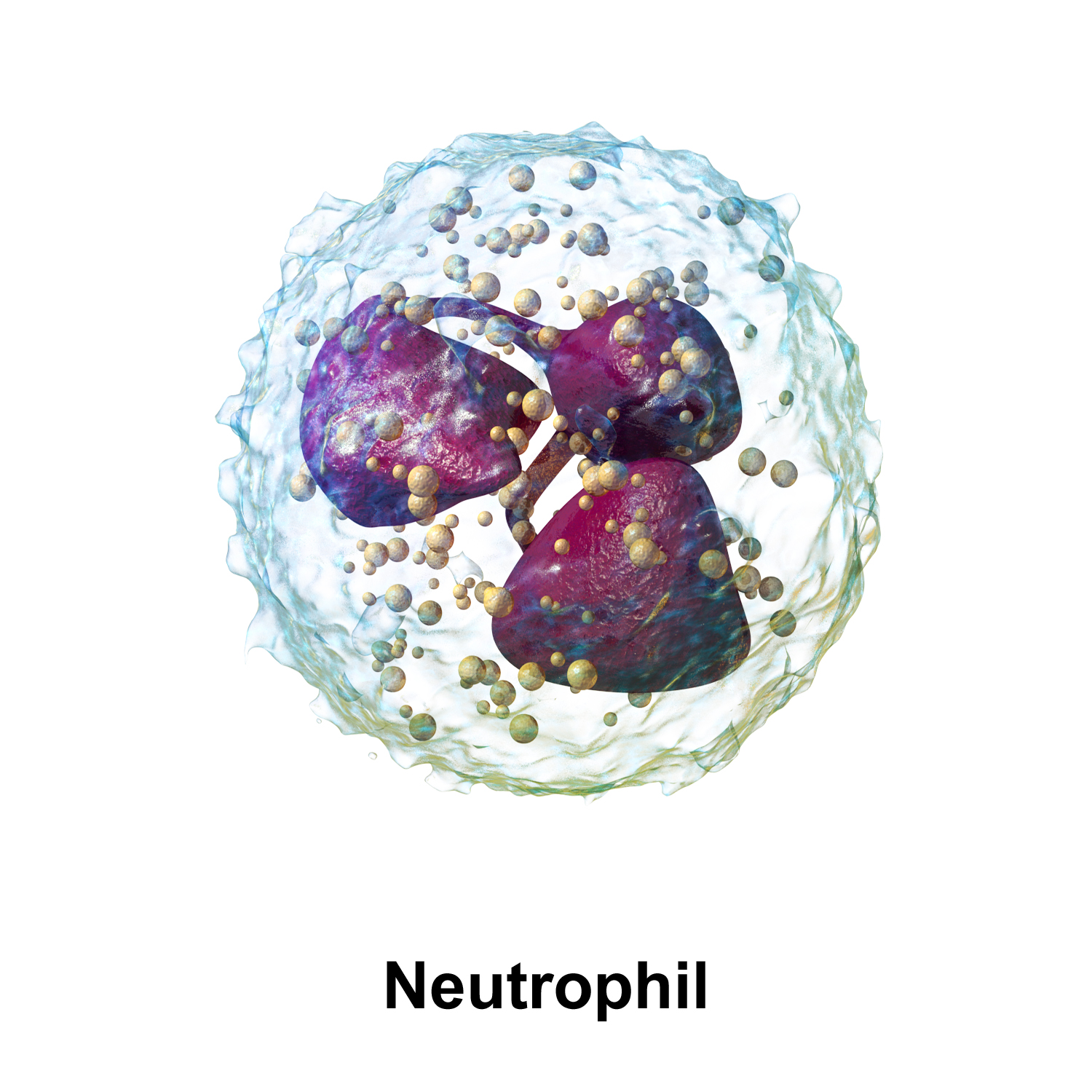
Hình dựng 3 chiều một bạch cầu trung tính

Bạch cầu hạt trung tính là loại chiếm số lượng nhiều nhất (40% đến 70%) trong tổng số bạch cầu cơ thể các loài động vật có vú và là một bộ phận thiết yếu của hệ miễn dịch tự nhiên. Chúng được tạo thành từ các tế bào gốc trong tủy xương, có đời sống ngắn và khả năng di chuyển cao. Bạch cầu trung tính có thể chia thành hai loại bạch cầu trung tính nhân phân thùy và bạch cầu trung tính nhân băng. Chúng cùng với bạch cầu ái toan và bạch cầu ái kiềm gộp thành họ bạch cầu nhân đa hình.
Cái tên trung tính phát xuất từ tính chất nhuộm màu khi dùng phương pháp nhuộm mô học hay tế bào học hematoxylin và eosin (H&E). Trong khi tế bào bạch huyết ái kiềm nhuộm màu xanh thẫm và tế bào bạch huyết ái toan nhuộm màu đỏ tươi thì các bạch cầu trung tính có màu hồng trung gian. Thông thường, bạch cầu trung tính chứa một nhân chia thành 2 đến 5 thùy.
Bạch cầu trung tính là một loại thực bào và thường được tìm thấy trong dòng máu. Trong giai đoạn đầu (cấp tính) của phản ứng viêm, đặc biệt trong trường hợp là kết quả của nhiễm trùng vi khuẩn, phơi nhiễm môi trường, và vài loại ung thư, thì bạch cầu trung tính là một trong các yếu tố phản ứng đầu tiên trong những tế bào kháng viêm di chuyển đến vùng bị viêm. Chúng di chuyển qua các mạch máu, sau đó xuyên qua mô kẽ, đi theo các tín hiệu hóa học như Interleukin-8 (IL-8), C5a, fMLP và Leukotriene B4 trong một quá trình gọi là hóa hướng động. Chúng là các tế bào chiếm ưu thế ở trong mủ, tạo nên màu vàng/trắng của mủ.
Bạch cầu trung tính được triệu tập đến vùng bị thương chỉ trong vài phút sau chấn thương, và là biểu hiện đặc trưng của viêm nhiễm cấp tính.

## Cơ chế
Cơ chế xâm nhập và hoạt động của bạch cầu trung tính bao gồm nhiều bước. Các bước này được kích hoạt bởi các chất trung gian gây viêm. Quá trình này có thể được tóm gọn trong 7 bước.
- Bước 1: Tụ vách (margination).
  - Thành mạch giãn, dòng máu chảy chậm lại.
  - Vì vậy, các tế bào dạt ra vùng ngoại vi của dòng máu.
- Bước 2: Lăn (rolling).
  - Nội mô: tăng biểu hiện selectin
  - Selectin bám với sialyl Lewis X (trên bạch cầu), bạch cầu lăn dọc thành mạch.
- Bước 3: Bám dính (adhesion)
  - Nội mô: tăng biểu hiện ICAM, VCAM.
  - Bạch cầu: tăng biểu hiện integrin
  - integrin bám với ICAM và VCAM, bạch cầu bám vào thành mạch
- Bước 4: Xuyên mạch (transmigration) và hóa hướng động (chemotaxis)
  - bạch cầu di chuyển xuyên thành mạch dưới tác động của các tác nhân hướng hóa (sản phẩm của vi sinh vật, IL-8, C5a, LTB4)
- Bước 5: Thực bào (phagocytosis)
  - được kích hoạt bởi các opsonin (IgG và C3b)
  - bạch cầu tạo chân giả, tóm lấy mầm bệnh
- Bước 6: Tiêu diệt mầm bệnh (destruction)
  - cơ chế phụ thuộc O2: O2 → O2- → H2O2 → HOCl
  - cơ chế không phụ thuộc O2: các enzyme thủy phân như lysozyme
- Bước 7: Kết thúc (resolution)
  - tế bào bạch cầu trung tính tự chết theo chương trình sau 24h kể từ lúc thâm nhập

## Vai trò của các chất gây viêm
Các chất trung gian gây viêm đóng vai trò quan trọng trong từng bước của hoạt động của bạch cầu trung tính. Các chất gây viêm bao gồm các thụ thể giống Toll, prostaglandin, leukotriene và bổ thể. Vai trò của chúng được ghi nhân trong bảng dưới đây. 
| Bước               | Hiện tượng                    | Chất trung gian  |
| ------------------ | ----------------------------- | ---------------- |
| Bước 1: tụ vách    | giãn mạch                     | PGI2, PGD2, PGE2 |
| Bước 2: lăn        | tăng biểu hiện selectin P     | histamine        |
| Bước 2: lăn        | tăng biểu hiện selectin E     | TNF, IL-1        |
| Bước 3:            | tăng biểu hiện ICAM, VCAM     | TNF, IL-1        |
|                    | tăng biểu hiện integrin       | C5a, LTB         |
| Bước 4: xuyên mạch | hóa hướng động                | IL-8 C5a LTB4    |
| Bước 5: thực bào   | kích hoạt bạch cầu trung tính | IgG, C3b         |
| Bước 6: tiêu diệt  |                               |                  |
| Bước 7: kết thúc   |                               |                  |

## Hình ảnh thêm

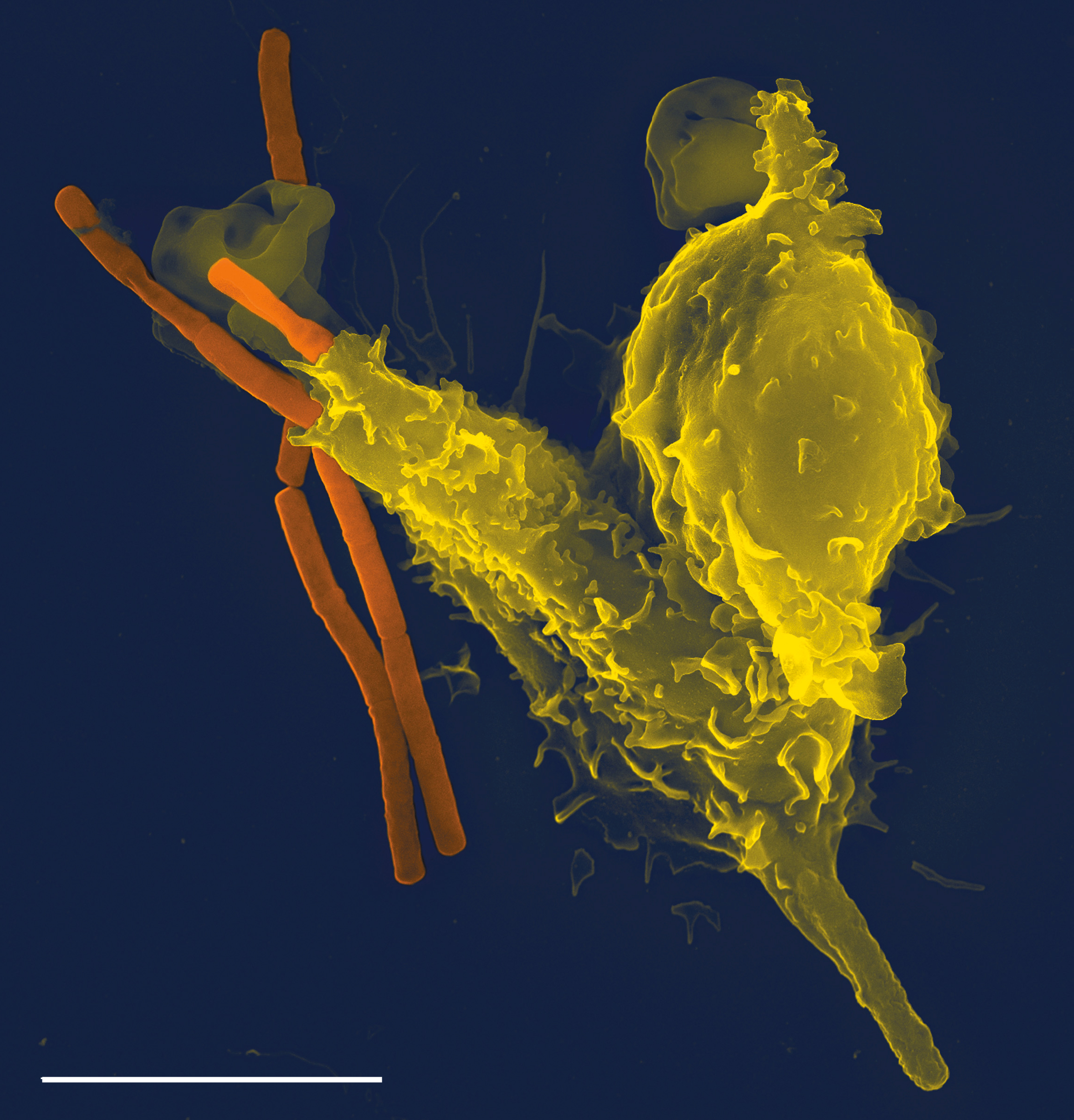
Hình ảnh kính hiển vi điện tử quét của một bạch cầu trung tính (vàng), đang nuốt vi khuẩn bệnh than (cam)
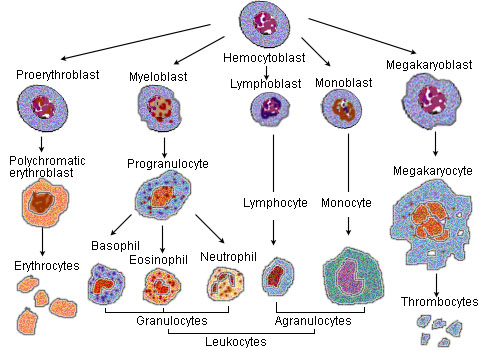
Cac dòng tế bào máu
Các dòng tế bào máu (đầy đủ hơn)

### Văn bản được nhắc tới
- Zucker-Franklin, Dorothy; Greaves, M.F.; Grossi, C.E.; Marmont, A.M. (1988). "Neutrophils". Atlas of Blood Cells: Function and Pathology. Quyển 1 (ấn bản thứ 2). Philadelphia: Lea & Ferbiger. ISBN 0-8121-1094-3.